# Xanthellum
Xanthellum is een geslacht van vliesvleugeligen uit de familie Eulophidae. De wetenschappelijke naam van dit geslacht is voor het eerst geldig gepubliceerd in 1951 door Erdös & Novicky.

## Soorten
Het geslacht Xanthellum is monotypisch en omvat slechts de volgende soort:
- Xanthellum transsylvanicum Erdös, 1951